# 小行星7296
小行星7296（英語：7296 Lamarck）是一颗围绕太阳公转的小行星。1992年8月8日，艾瑞克·怀特·埃尔斯特、C. Pollas在科索尔发现了此天体。
这颗小行星的绝对星等为293.4526577947201等。